# Lekkoatletyka na Letnich Igrzyskach Paraolimpijskich 2004 – bieg na 100 metrów kl. T11 mężczyzn
W biegu na 100 metrów kl. T11 mężczyzn podczas Letnich Igrzysk Paraolimpijskich 2004 rywalizowało ze sobą 21 zawodników.

## Wyniki

### Eliminacje
Bieg 1
| Poz. | Zawodnik       | Narodowość | Rezultat | Uwagi |
| ---- | -------------- | ---------- | -------- | ----- |
| 1    | Wu Xiang       | Chiny      | 11.99    | Q     |
| 2    | Xavi Porras    | Hiszpania  | 12.20    |       |
| 3    | Alessio Carosi | Włochy     | 12.27    |       |

Bieg 2
| Poz. | Zawodnik             | Narodowość  | Rezultat | Uwagi |
| ---- | -------------------- | ----------- | -------- | ----- |
| 1    | Hichem Fellahi       | Algieria    | 11.80    | Q     |
| 2    | Oleksandr Ivaniukhin | Ukraina     | 11.82    | q     |
|      | Zeynidin Bilalov     | Azerbejdżan | DNS      |       |

Bieg 3
| Poz. | Zawodnik        | Narodowość | Rezultat | Uwagi |
| ---- | --------------- | ---------- | -------- | ----- |
| 1    | Gautier Makunda | Francja    | 11.60    | Q     |
| 2    | Adrian Iznaga   | Kuba       | 11.61    | q     |
| 3    | Hilario Moreira | Brazylia   | 11.93    | q     |

Bieg 4
| Poz. | Zawodnik       | Narodowość | Rezultat | Uwagi |
| ---- | -------------- | ---------- | -------- | ----- |
| 1    | Luis Bullido   | Kuba       | 11.81    | Q     |
| 2    | Carlos Lopes   | Portugalia | 11.87    | q     |
| 3    | Bil Marinkovic | Austria    | 12.24    |       |
|      | Lorenzo Ricci  | Włochy     | DNF      |       |

Bieg 5
| Poz. | Zawodnik           | Narodowość | Rezultat | Uwagi |
| ---- | ------------------ | ---------- | -------- | ----- |
| 1    | Chijoke Kingsley   | Nigeria    | 11.86    | Q     |
| 2    | Shigeki Yano       | Japonia    | 11.95    | q     |
| 3    | Angelo Londaca     | Angola     | 12.04    |       |
| 4    | Athanasios Barakas | Grecja     | 12.56    |       |

Bieg 6
| Poz. | Zawodnik            | Narodowość | Rezultat | Uwagi |
| ---- | ------------------- | ---------- | -------- | ----- |
| 1    | Jose Armando Sayovo | Angola     | 11.37    | Q, WR |
| 2    | Firmino Baptista    | Portugalia | 11.96    | q     |
| 3    | Koji Saito          | Japonia    | 12.09    |       |
| 4    | Sanguan Chanamal    | Tajlandia  | 12.49    |       |

### Półfinały
Bieg 1
| Poz. | Zawodnik            | Narodowość | Rezultat | Uwagi |
| ---- | ------------------- | ---------- | -------- | ----- |
| 1    | Jose Armando Sayovo | Angola     | 11.41    | Q     |
| 2    | Adrian Iznaga       | Kuba       | 11.93    |       |
| 3    | Wu Xiang            | Chiny      | 11.94    |       |
| 4    | Firmino Baptista    | Portugalia | 12.09    |       |

Bieg 2
| Poz. | Zawodnik             | Narodowość | Rezultat | Uwagi |
| ---- | -------------------- | ---------- | -------- | ----- |
| 1    | Gautier Makunda      | Francja    | 11.75    | Q     |
| 2    | Oleksandr Ivanyukhin | Ukraina    | 11.80    | q     |
| 3    | Chijoke Kingsley     | Nigeria    | 11.80    |       |
| 4    | Shigeki Yano         | Japonia    | 11.86    |       |

Bieg 3
| Poz. | Zawodnik        | Narodowość | Rezultat | Uwagi |
| ---- | --------------- | ---------- | -------- | ----- |
| 1    | Luis Bullido    | Hiszpania  | 11.77    | Q     |
| 2    | Hichem Fellahi  | Algieria   | 11.81    |       |
| 3    | Carlos Lopes    | Portugalia | 11.85    |       |
| 4    | Hilario Moreira | Brazylia   | 12.04    |       |

### Finały
Finał B
| Poz. | Zawodnik         | Narodowość | Rezultat | Uwagi |
| ---- | ---------------- | ---------- | -------- | ----- |
| 1    | Chijoke Kingsley | Nigeria    | 11.80    |       |
| 2    | Hichem Fellahi   | Algieria   | 11.85    |       |
| 3    | Carlos Lopes     | Portugalia | 11.92    |       |
| 4    | Shigeki Yano     | Japonia    | 11.93    |       |

Finał A
| Poz. | Zawodnik             | Narodowość | Rezultat | Uwagi |
| ---- | -------------------- | ---------- | -------- | ----- |
| 1    | Jose Armando Sayovo  | Angola     | 11.41    |       |
| 2    | Gautier Makunda      | Francja    | 11.71    |       |
| 3    | Carlos Lopes         | Hiszpania  | 11.75    |       |
| 4    | Oleksandr Ivanyukhin | Ukraina    | 11.76    |       |